# Abdelhakim Hamadi
Abdelhakim Hamadi, (en arabe : عبد الحكيم حمادي), est un homme politique algérien né en 1965 à Constantine. À la suite de sa candidature à l'élection présidentielle algérienne de 2024, il est condamné à 4 ans de prison pour corruption.
Il est le PDG d'une usine pharmaceutique à sidi bel abbés du nom de hysa,

## Biographie
Né en 1965 à Constantine, il exerce comme médecin vétérinaire.
Il est candidat à l'élection présidentielle algérienne de 2014, puis à l'élection présidentielle algérienne de 2019, mais sa candidature est invalidée.
De nouveau candidat à l'élection présidentielle algérienne de 2024, il n'obtient pas le nombre de parrainages requis pour valider sa candidature. Le 1er août 2024, le procureur général de la cour d'Alger annonce l'ouverture d'une enquête préliminaire approfondie concernant la vente de parrainages par plus de 50 élus à des candidats à la présidentielle du 7 septembre. Trois candidats recalés — Belkacem Sahli, Saïda Neghza et Abdelhakim Hamadi — sont placés sous contrôle judiciaire avec l'interdiction de quitter le territoire et de s’exprimer publiquement. Jugés en mai 2025, le ministère public demande des peines de dix ans de prison et une amende d’un million de dinars. Les trois mis en cause dénoncent un procès politique,. Ils sont condamnés à dix ans de prison ferme et 6 700 euros d'amende pour corruption le 26 mai 2025. Laissés libres, ils ont dix jours pour faire appel. Le 9 juillet 2025, ils sont condamnés à quatre de prison, à une amende d’un million de dinars et ils sont incarcérés.